# Gashinterdruck-Verfahren
Das Gashinterdruck-Verfahren (kurz GHD) ist ein spezialisiertes Spritzgussverfahren, bei dem die Formgebung eines Formteils durch ein Gaspolster zwischen Formteil und Werkzeugwand unterstützt wird.

## Verfahren
Das Gashinterdruck-Verfahren ähnelt dem Gasinnendruck-Spritzgießen mit dem Unterschied, dass das Gas nicht in das Spritzgut selbst, sondern zwischen Werkzeugwand und Formteilaußenhaut eingebracht wird. Durch das Gaspolster wird das Formteil während der Abkühlung gestützt, so dass Einfallstellen vermieden werden können. Anwendung findet das Verfahren bei stark verrippten Formteilen, bei Formteilen mit partiellen Masseanhäufungen (z. B. Dome) sowie bei Formteilen mit langen Fließwegen.

## Vorteile
- hervorragende Oberflächenqualität
- spannungsarme Teile
- geringere Verzugsneigung
- Steifigkeitsmaximierung durch dickere Rippen (Rippeneinsparung)
- Reduzierung der Lunkerbildung
- Das Werkzeug ist auch weiterhin konventionell nutzbar.